# Нецеч-Двур
Нецеч-Двур (пол. Nieciecz-Dwór) — село в Польщі, у гміні Сабне Соколовського повіту Мазовецького воєводства.
Населення — 135 осіб (2011).
У 1975-1998 роках село належало до Седлецького воєводства.

## Демографія
Демографічна структура станом на 31 березня 2011 року:
|          | Загалом | Допрацездатний вік | Працездатний вік | Постпрацездатний вік |
| -------- | ------- | ------------------ | ---------------- | -------------------- |
| Чоловіки | 67      | 8                  | 44               | 15                   |
| Жінки    | 68      | 7                  | 37               | 24                   |
| Разом    | 135     | 15                 | 81               | 39                   |